# Ramsay Crooks
 (février 2025).
Ramsay Crooks était un commerçant de fourrures américain originaire d'Écosse. Il émigra d'abord au Canada, puis fut embaucher par John Jacob Astor
pour le compte de la Pacific Fur Company. Il participa a l' expédition terrestre qui traversa le Nord-ouest américain avec Wilson Price Hunt pour rejoindre Astoria.